# 道格拉斯·戈尔德
道格拉斯·戈尔德（英語：Douglas Golder，1948年2月1日—），澳大利亚前男子曲棍球运动员。他曾代表澳大利亚国家队参加1976年夏季奥林匹克运动会曲棍球比赛，获得一枚银牌。